# Laure Soulié
Laure Soulié, née le 28 avril 1987 à Andorre-la-Vieille, est une biathlète andorrane et française. 

## Biographie
Née à Andorre-la-Vieille de mère française, elle commence le biathlon à l'âge de quinze ans puis entre en 2005 dans l'équipe de France, remportant une course de la Coupe d'Europe junior dès sa première saison. En 2006, elle est médaillée de bronze du relais aux Championnats du monde jeunesse. 
Elle décide de concourir pour l'Andorre à partir de la saison 2009-2010, où elle participe à ses premières épreuves en Coupe du monde y marquant ses premiers points (quarante premières). Seule membre de l'équipe nationale andorrane, elle est en effet la première biathlète à représenter ce pays au niveau international. En 2011, elle est sélectionnée pour ses premiers Championnats du monde, disputés cette année en Russie. 
Le 10 janvier 2014, elle prend la neuvième place de l'individuel de Ruhpolding grâce à un 19 sur 20 au tir, atteignant pour la première fois le top 10 et réalisant le meilleur résultat de l'histoire de l'Andorre en biathlon. Le mois suivant, elle prend part aux Jeux olympiques de Sotchi, obtenant la 48e place sur l'individuel et la 66e sur le sprint. Elle prend sa retraite sportive à l'issue de la saison 2013-2014.

## Palmarès

### Jeux olympiques d'hiver
| Épreuve / Édition           | Individuel | Sprint | Poursuite | Départ en masse | Relais | Relais mixte |
| Jeux olympiques 2014 Sotchi | 48e        | 66e    | —         | —               | —      | —            |

Légende :
- — : épreuve non disputée par Laure Soulié

### Championnats du monde
| Épreuve / Édition                  | Individuel | Sprint | Poursuite | Mass Start | Relais | Relais mixte |
| Mondiaux 2011 Khanty-Mansiïsk      | 33e        | 52e    | LAP       | —          | —      | —            |
| Mondiaux 2012 Ruhpolding           | 67e        | 33e    | 37e       | —          | —      | —            |
| Mondiaux 2013 Nové Město na Moravě | 39e        | 69e    | —         | —          | —      | —            |

### Coupe du monde
- Meilleur classement général : 49e en 2012.
- Meilleur résultat individuel : 9e.

#### Différents classements en Coupe du monde
| Année     | Classement général final | Sprint | Poursuite | Individuel | Mass start |
| 2009-2010 | 91e                      | 73e    | -         | 75e        | -          |
| 2010-2011 | 72e                      | 70e    | 70e       | 60e        | -          |
| 2011-2012 | 49e                      | 36e    | 66e       | 52e        | -          |
| 2012-2013 | 86e                      | 83e    | 77e       | 63e        | -          |
| 2013-2014 | 55e                      | 73e    | 56e       | 16e        | -          |

### Championnats du monde jeunesse
- Médaille de bronze du relais en 2006.